# Яккалам
Яккалам (узб. Yakka Aʼlam / Якка Аълам) — посёлок городского типа, расположенный на территории Каракульского района Бухарской области Республики Узбекистан.

Статус посёлка городского типа с 2009 года.